# Tigridania
Tigridania es un género de polillas de la subfamilia Arctiinae .  Actualmente contiene dos especies Tigridania quadricincta, que se encuentra distribuida en la Amazonía en Perú y Tigridania magdalenae, que se distribuye en el valle medio del rio Magdalena en Colombia.